# Hakken
Pour les articles homonymes, voir Haken (homonymie).

Exemple de hakken, à une vitesse légèrement lente (environ 160 BPM).

Le hakken ou hakkûh (« talons » en français) est une danse néerlandaise, issue de la scène gabber et généralement associée à sa culture, apparue dans les années 1990. Il s'agit d'une danse rapide, consistant principalement en de petits mouvements répétitifs des pieds.

## Histoire
Ce style de danse s’est développé dans les années 1990 aux Pays-Bas, avec la popularisation de la musique gabber. Les mouvements, désormais associée à la scène gabber, s'inspirent de ceux que pratiquaient les fans du club rotterdamois de Feyenoord dans les tribunes du stade. « Les gabbers de Rotterdam dansent comme s'ils montaient à cheval, un mouvement qui fut d'usage une année auparavant dans les gradins. »
Le nom de « hakken » provient, selon DJ Rob, du surnom de la ville de La Haye, « Hakke ». La simple phrase « Ik ga Hakke » en français : « je vais danser à La Haye » est ensuite reprise par les gabbers, qui crient « Haaakkkeee » lorsqu'ils dansent ; la danse prend alors ce nom.

## Pratique et technique
La danse, habituellement rapide et répétitive, se constitue de petits pas en succession rapide sur un tempo allant de 170 à 200 BPM. La partie inférieure du corps (en dessous de la ceinture) est la partie la plus importante de cette danse, bien que bouger les bras et le torse ne soit pas inhabituel. Par la suite, la danse prendra le nom de hakken, ou hakkûh.
Un style vestimentaire est associé au hakken. Les danseurs portent typiquement des chaussures de marque Nike (Nike Air Max Classics). En Australie, le hakken est répandu dans les festivals de hard-dance.